# Aciagrion africanum
Aciagrion africanum är en trollsländeart som beskrevs av Martin 1908. Aciagrion africanum ingår i släktet Aciagrion och familjen dammflicksländor. IUCN kategoriserar arten globalt som livskraftig. Inga underarter finns listade i Catalogue of Life.